# Spomenik Al-Šaheed
Spomenik Al-Šaheed (arabsko نصب الشهيد, latinizirano: Nasb al-Shaheed), znan tudi kot Spomenik mučenikov, je spomenik, ki ga je oblikoval iraški kipar Ismail Fatah al-Turk in stoji v iraški prestolnici Bagdad. Prvotno je bil posvečen iraškim vojakom, ubitim v iransko-iraški vojni, od takrat pa je na splošno veljal za spomin na vse iraške mučenike.

## Ozadje
Al-Šaheed je bil zgrajen kot del širšega vladnega programa Ba'atha za postavitev številnih javnih del, namenjenih polepšanju Bagdada, vlivanju občutka nacionalnega ponosa in hkrati ovekovečenju ugleda Sadama Huseina kot močnega in zmagovitega voditelja. Zgrajen je bil na vrhuncu obdobja, ko je Sadam Husein naročal številna umetniška dela in porabil veliko denarja za nove spomenike in kipe.
Al-Šaheed je bil zgrajen na bagdadski strani al-Rusafa in ta spomenik je eden od treh spomenikov, ki so bili zgrajeni v spomin na bolečino in trpljenje Iraka kot posledice osemletne vojne. Prva od teh struktur je bil Spomenik neznanemu vojaku (1982); sledil je Al-Šaheed (1983) in nazadnje Slavolok zmage (1989). Trije spomeniki tvorijo vizualno in metaforično enoto.

## Oblikovanje
Spomenik, ki ga je zasnoval iraški kipar in umetnik Ismail Fatah al-Turk (1934–2004) in je bil zgrajen v sodelovanju z iraškim arhitektom Samanom Kamalom in Bagdadsko arhitekturno skupino, je bil zgrajen med letoma 1981 in 1983, s svojo uradno otvoritvijo leta 1983.
Spomenik je sestavljen iz krožne ploščadi s premerom 190 metrov v središču umetnega jezera. Na ploščadi stoji 40 metrov visoka razcepljena turkizna kupola, ki spominja na kupole iz obdobja Abasidov. Dve polovici razcepljene kupole sta zamaknjeni, na sredini pa je večni plamen. Zunanje lupine so izdelane iz pocinkanega jeklenega okvirja z oblogo iz glazirane turkizne keramične ploščice, ki je bila predhodno ulita iz betona, ojačanega z ogljikovimi vlakni. Notranjost je razkošna, saj je pod iraško zastavo odprta luknja ali okulus, ki zagotavlja svetlobo spodaj. Preostali del območja sestavljajo parki, igrišče, parkirišča, sprehajalne poti, mostovi in jezero.
V središču dveh polkupol je zvit kovinski drog za zastavo, ki se dviga iz podzemnega muzeja. Na drogu je iraška zastava, ki očitno rahlo plapola v vetriču. Ko gledate iz spodnjega muzeja, se zdi, da zastava in drog lebdita v vesolju. V bližini teče izvir vode, ki simbolizira kri padlih. Struktura vključuje sklicevanja na iraško starodavno umetnostno tradicijo v obliki marmorne plošče s koranskimi verzi v starodavni kufijski pisavi.
Spomenik stoji na vzhodni strani reke Tigris, blizu Army Canala, ki ločuje mesto Sadr od preostalega Bagdada. Muzej, knjižnica, kavarna, predavalnica in razstavna galerija se nahajajo v dveh nivojih pod kupolami.
Glede oblikovanja spomenika je Al-Turk komentiral naslednje:

Vztrajal sem pri velikem odprtem prostoru. Veliki spomeniki izvirajo iz Vzhoda—Piramide, Sfinge, Obeliski, Minareti... zemlja je ravna, zato se ti spomeniki vidijo iz vseh smeri. Na začetku sem imel idejo, da bi iz središča počil mučenik. Vendar mi ni bilo všeč, bilo je preveč teatralno. Nato se je začela oblikovati ideja življenja proti smrti. Oba dela se premikata skupaj proti mučeništvu in plodnosti ter življenjskemu toku. Kose sem premikal, dokler nisem dobil želenega medsebojnega delovanja.
Dokončan spomenik je stal pol milijona dolarjev (ZDA). Je eden najbolj ikoničnih spomenikov v Bagdadu. Revija Art in America je al-Šaheed ocenila kot najlepši dizajn na Bližnjem vzhodu.
Podoba spomenika al-Šaheed se je pojavila na hrbtni strani bankovca za 25 iraških dinarjev iz leta 1986 (na sliki).

## Galerija
Spomenik ustvarja vizualno iluzijo: z nekaterih zornih kotov je videti kot enojna kupola, z drugih zornih kotov pa kot razcepljena kupola.
Al-Shaheed, kot ga vidimo iz različnih perspektiv: